# Салацгривская волость
Салацгривская волость (латыш. Salacgrīvas pagasts) — одна из девятнадцати территориальных единиц Лимбажского края Латвии. Находится на западе края. Граничит с городами Айнажи и Салацгрива, и с Айнажской, Лиепупской, Алойской, Стайцельской, Вилькенской и Палеской волостями своего края.
Крупнейшими населёнными пунктами волости являются сёла Светциемс, Вецсалаца, Коргене, Лаувас, Лани, Зонепе, Куйвижи.
Через Салацгривскую волость проходит европейский автомобильный маршрут E 67 (Хельсинки — Прага).

## История
С древнейших времен в Видземе проживали племена ливов. Салацгривская волость находится на территории бывшей ливской земли Метсеполе, куда в XIII веке пришли немецкие крестоносцы. Как выгодный порт и перекресток сухопутных маршрутов Салацгрива стала важным центром торговли. В XVII веке в районе Светциемса была построена школа, а сам Светциемс был основан как поместье в 1638 году. В XVIII веке Вецсалацским поместьем владел барон Ферзен, собравший самую большую коллекцию художественных работ в Видземе. Ферзену принадлежала и идея о создании морского музея. В его время в Салацском городище в уцелевшем крыле средневекового замка выставлялась коллекция морских принадлежностей, собранная самим же бароном.
К 1857 году треть местной лютеранской паствы (1200 человек) откликнулась на предложение о раздаче земель принявшим вероисповедание царя и перешла в православие. В 1853 году Максимилиан Бехагель фон Адлеркорн купил поместье Вецсалаца, а в 1909 году рядом с ним через реку Салацу был проложен мост редкой еще в ту пору железобетонной конструкции.
В первый период независимости Латвии на нынешней территории находились Салацская (2520 жителей) и Светциемская (1750 жителей) волости Вольмарского уезда, которые были ликвидированы после установления советской власти. На их месте образовались села Зонепе, Коргене и Салаца, объединившиеся в 1950-х годах в один сельсовет. Впоследствии территориально-административное положение неоднократно менялось. В 2009 году, по итогам латвийской административно-территориальной реформы, Салацгривская волость вошла в состав Салацгривского края.
В 2021 году в результате новой административно-территориальной реформы Салацгривский край был упразднён, Салацгривская волость была включена в Лимбажский край.